# Willem Frederik Hermans
Willem Frederik Hermans (ur. 1 września 1921, zm. 27 kwietnia 1995) – holenderski pisarz, wraz z Harrym Mulischem oraz Gerardem Reve zaliczany do "wielkiej trójki" najważniejszych pisarzy współczesnej literatury niderlandzkiej. Z wykształcenia był geografem. Przez wiele lat pracował jako wykładowca na Uniwersytecie w Groningen, co później opisał w sarkastycznej powieści Onder professoren (pl. Wśród profesorów). Jego twórczość była inspirowana egzystencjalizmem. Wpływ na nią wywarła także II wojna światowa.